# 提契诺河畔卡斯特莱托
提契诺河畔卡斯特莱托（義大利語：Castelletto sopra Ticino）是意大利诺瓦拉省的一个市镇。总面积14.64平方公里，人口9813人，人口密度670.29人/平方公里（2021年）。ISTAT代码为003043。